# Józef Bajerski

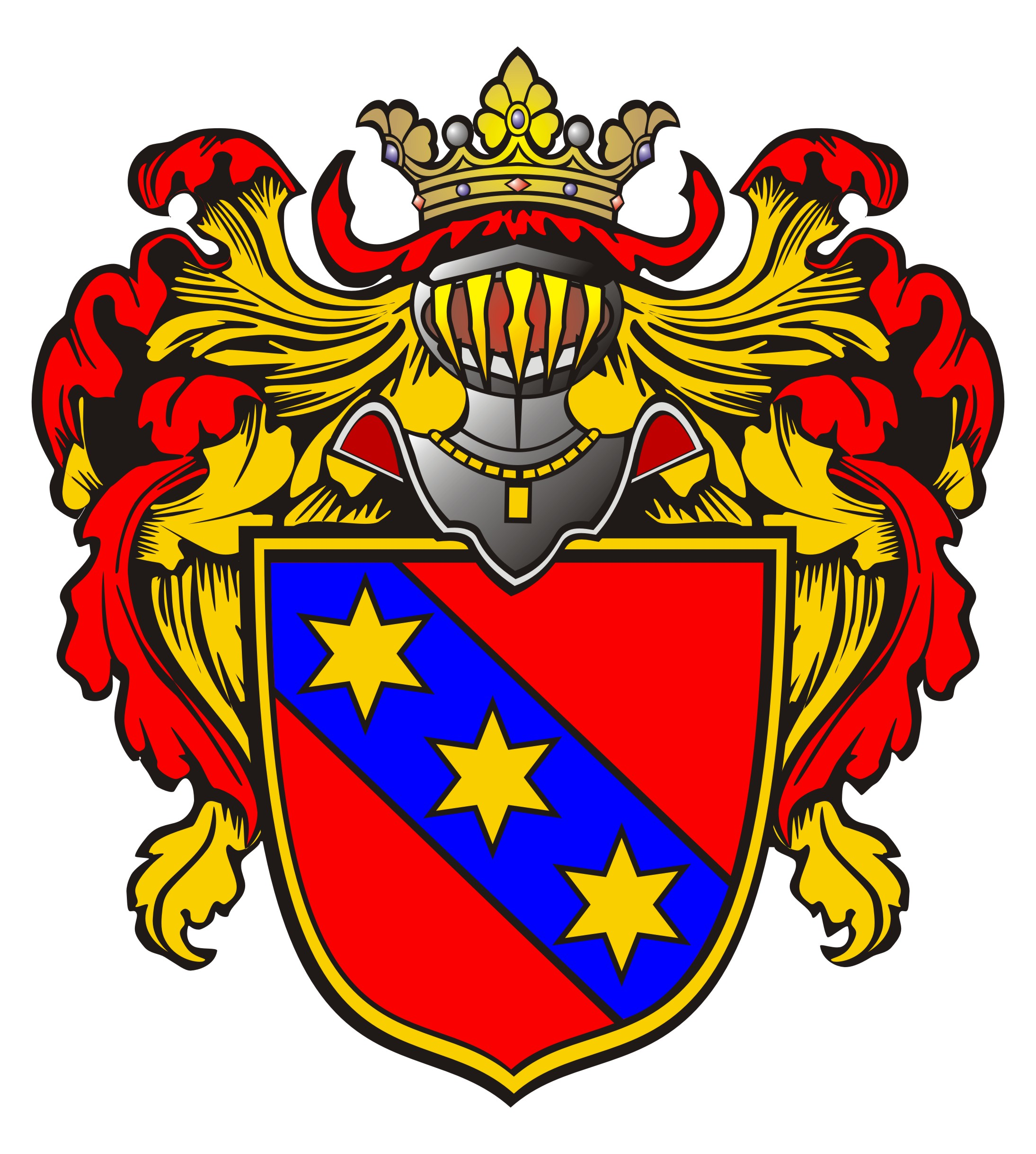
Herb własny rodziny Bajerskich

Józef Bajerski herbu własnego (ur. 10 marca 1800 we Wronkach, zm. 17 listopada 1867 w Auxerre) – kapitan, powstaniec, kawaler złotego Orderu Virtuti Militari.

## Życiorys

### Edukacja
1 maja 1822 r. jako kadet pułku piechoty liniowej (ppl.) wszedł do 7 ppl.. W Szkole Podchorążych w Warszawie w stopniu starszego wachmistrza ppl. brał czynny udział w konspiracyjnych przygotowaniach i działaniach Nocy Listopadowej 29 listopada 1830 r..

### Służba wojskowa i powstanie listopadowe
Odbył całą kampanię Powstania Listopadowego. Awans na podporucznika otrzymał 9 grudnia 1830 roku. Już 16 grudnia 1830 r. wszedł w skład 7 ppl., a 13 czerwca 1831 r. został awansowany do stopnia porucznika i wszedł do 9 ppl.. Do 7 ppl. został ponownie przeniesiony 22 lipca 1831 roku. Niecały miesiąc później, bo 19 sierpnia 1831 roku, wszedł do 9 ppl.. Do stopnia kapitana został awansowany 4 października 1831 roku. Za swoje zasługi i bohaterską postawę w czasie Powstania Listopadowego otrzymał złoty Order Virtuti Militari. 5 października 1831 r. przeszedł z generałem dywizji Maciejem Rybińskim do Prus.

### Emigracja
W grudniu 1831 r. w Elblągu zgłosił chęć wyjazdu do Francji. Za swój udział w Powstaniu Listopadowym, 13 lutego 1832 r., zaocznie, został skazany na karę śmierci przez Najwyższy Sąd Kryminalny (NSK). Do Francji przybył 1 lipca 1832 r.. Na początku należał do zakładu Bourges skąd w sierpniu 1833 r. przeszedł do zakładu  Auxerre. 6 października 1834 r. wystąpił w obronie ks. Adama Jerzego Czartoryskiego i gen. Henryka Dembińskiego. W odpowiedzi otrzymał pisemne podziękowanie od gen. Henryka Dembińskiego. Car Mikołaj I zamienił mu wyrok śmierci na wieczną banicję 16 września 1834 r.. Także w 1834 roku, za udział w Powstaniu Listopadowym, majątek Józefa Bajerskiego we Wronkach został skonfiskowany. W związku z pogarszającym się stanem zdrowia 25 sierpnia 1835 r. przybył do szpitala Św. Ludwika w Paryżu. W czerwcu 1837 r. leczył się u wód w Barèges. We wrześniu 1839 r. znów przebywał w Paryżu na leczeniu. W sierpniu 1843 r. udał się z Tarbes do Auxerre. W 1844 r. nie mogąc zwalczyć tęsknoty za krajem i rodziną zapadł na chorobę psychiczną i został umieszczony w domu dla obłąkanych w Auxerre. Zmarł w Auxerre 17 listopada 1867 roku. Zgodnie z tekstem zawiadomienia o jego śmierci w prasie polonijnej, towarzysze broni wyprawili mu godny pogrzeb na miejscowym cmentarzu.